# Convenció de Sintra
La Convenció de Sintra fou un acord signat el 30 d'agost de 1808, durant la guerra del Francès. Segons l'acord, els francesos derrotats van ser autoritzats a evacuar les seves tropes de Portugal sense més conflicte. La convenció es va signar al Palau de Queluz, a Sintra.
Les forces franceses sota Jean-Andoche Junot van ser derrotades per les forces anglo-portugueses comandades per Arthur Wellesley a la batalla de Vimeiro el 2 d'agost i es van trobar bloquejades sense retirada. En aquell moment, Wellesley va ser rellevat al comandament per l'arribada de Harry Burrard i l'endemà per Hew Whitefoord Dalrymple. Tots dos eren homes prudents que feia temps que no combatien i en lloc d'escometre els francesos, es van mostrar satisfets per obrir negociacions. Wellesley havia intentat prendre el control de la zona alta de les Torres Vedras i va tallar la retirada francesa amb la seva reserva, però se li va ordenar aturar-se. Les converses entre Dalrymple i François Étienne de Kellermann van provocar la signatura de la Convenció.
Dalrymple va permetre termes similars als que podria rebre una guarnició per cedir una fortalesa. Els 20.900 soldats francesos van ser evacuats de Portugal amb tot el seu equipament per la Royal Navy fins a Rochefort i Lorient l'octubre en tres viatges.
El Regne Unit va veure com una desgràcia per molts del Regne Unit que van pensar que una derrota completa de Junot s'havia transformat en una escapada francesa, mentre que Dalrymple també havia ignorat la preocupació de la Royal Navy per una esquadrilla russa bloquejada a Lisboa. A l'esquadró se li va permetre navegar cap a Portsmouth i, d'allà tornar a Rússia, malgrat que el Regne Unit i l'imperi Rus estaven en guerra.